# Mistrovství světa v ledním hokeji 2024 (Divize II)
Mistrovství světa v ledním hokeji 2024 (Divize II) byl mezinárodní hokejový turnaj pořádaný Mezinárodní hokejovou federací.
Turnaj skupiny A se konal v srbském Bělehradu od 21. do 27. dubna a turnaj skupiny B v bulharské Sofii od 15. do 21. dubna 2024.

## Skupina A

### Účastníci
| Tým                     | Kvalifikace                                              |
| ----------------------- | -------------------------------------------------------- |
| Srbsko                  | Pořadatel, 6. místo v Divizi I – skupina B 2023 – sestup |
| Chorvatsko              | 3. místo v Divizi II – skupina A 2023                    |
| Austrálie               | 4. místo v Divizi II – skupina A 2023                    |
| Izrael                  | 5. místo v Divizi II – skupina A 2023                    |
| Island                  | 6. místo v Divizi II – skupina A 2023                    |
| Spojené arabské emiráty | 1. místo v Divizi II – skupina B 2023 – postup           |

### Rozhodčí
| Hlavní                                                                                    | Čároví |
| ----------------------------------------------------------------------------------------- | --- |
| - Nicolas Crégut - Stef Oosterling - Marcus Wannerstedt - Bartosz Kaczmarek - Andri Kicha | - Nicholas Albinati - Fu Dahe - Krešimir Polašek - Marko Saković - Uroš Mladenović - David Perduv - Patrick Dapuzzo |

### Tabulka
|  | Postupující do divize I B  |
|  | Sestupující do divize II B |

| Poř. | Tým                     | Z | V | VP | PP | P | GV | GI | +/- | B  |
| ---- | ----------------------- | - | - | -- | -- | - | -- | -- | --- | -- |
| 1.   | Chorvatsko              | 5 | 5 | 0  | 0  | 0 | 26 | 6  | +20 | 15 |
| 2.   | Srbsko                  | 5 | 4 | 0  | 0  | 1 | 23 | 11 | +12 | 12 |
| 3.   | Spojené arabské emiráty | 5 | 3 | 0  | 0  | 2 | 25 | 21 | +4  | 9  |
| 4.   | Izrael                  | 5 | 1 | 1  | 0  | 3 | 17 | 26 | -9  | 5  |
| 5.   | Austrálie               | 5 | 1 | 0  | 1  | 3 | 15 | 19 | -4  | 4  |
| 6.   | Island                  | 5 | 0 | 0  | 0  | 5 | 11 | 34 | -23 | 0  |

### Zápasy
Všechny časy jsou místní (UTC+2).
| 21. dubna 2024 12:30 | Chorvatsko | 11 : 2 (4:0, 4:2, 3:0) | Island | Pionir Ice Hall, Bělehrad Návštěvnost: 25 |  |

| Report | |                                                       |                                                                        |                                                                 |
| Vilim Rosandić | Vilim Rosandić | Brankáři                                              | Jóhann Ragnarsson                                                      | Rozhodčí: Nicolas Crégut Čároví: Nicholas Albinati David Perduv |
| Marinković (Dobrić, Čanić) 03:12' Jarčov (Janković, V. Idžan) 09:53' V. Idžan (Janković) 16:13' Jarčov 19:12' Jarčov (Katić) 20:33' Katić (Marinković, B. Idžan) 24:39' Dimitrijević (Završki, Vedlin) 35:03' Jarčov (V. Idžan, Rosandić) 36:54' Janković (B. Idžan, Katić) 50:35' B. Idžan (Čanić, Šimunković) 56:00' B. Idžan (Slovinac, Jarčov) 59:53' | Marinković (Dobrić, Čanić) 03:12' Jarčov (Janković, V. Idžan) 09:53' V. Idžan (Janković) 16:13' Jarčov 19:12' Jarčov (Katić) 20:33' Katić (Marinković, B. Idžan) 24:39' Dimitrijević (Završki, Vedlin) 35:03' Jarčov (V. Idžan, Rosandić) 36:54' Janković (B. Idžan, Katić) 50:35' B. Idžan (Čanić, Šimunković) 56:00' B. Idžan (Slovinac, Jarčov) 59:53' | 1:0 2:0 3:0 4:0 5:0 6:0 6:1 6:2 7:2 8:2 9:2 10:2 11:2 | 26:48' Leifsson (Mikaelsson, Jóhannesson) 30:22' Hlynsson (Sverrisson) | Rozhodčí: Nicolas Crégut Čároví: Nicholas Albinati David Perduv |
| 12 min | 12 min | Tresty                                                | 8 min                                                                  | Rozhodčí: Nicolas Crégut Čároví: Nicholas Albinati David Perduv |
| 37 | 37 | Střely                                                | 25                                                                     | Rozhodčí: Nicolas Crégut Čároví: Nicholas Albinati David Perduv |

| 21. dubna 2024 16:00 | Spojené arabské emiráty | 10 : 6 (2:2, 4:1, 4:3) | Izrael | Pionir Ice Hall, Bělehrad Návštěvnost: 40 |  |

| Report | |                                                                  | |                                                                     |
| Maksim Raščupkin | Maksim Raščupkin | Brankáři                                                         | Maksim Kaljajev (od 45. minuty Nir Tichon) | Rozhodčí: Bartosz Kaczmarek Čároví: Patrick Dapuzzo Uroš Mladenović |
| Likačev (Klavdijev, Remess) 03:00' Likačev (Badegyjev, Šapavalau) 19:53' Vukoja (Salvaser) 22:11' Klavdijev (Likačev) 30:11' Čujkov (Likačev, Remess) 35:50' Kuzněcov (Čujkov) 37:13' Klavdijev (Kuzněcov, Likačev) 44:56' Vukoja (Šapavalau, Salvasser) 45:37' Čujkov (Klavdijev, Likačev) 51:50' Likačev (Šapavalau) 59:11' | Likačev (Klavdijev, Remess) 03:00' Likačev (Badegyjev, Šapavalau) 19:53' Vukoja (Salvaser) 22:11' Klavdijev (Likačev) 30:11' Čujkov (Likačev, Remess) 35:50' Kuzněcov (Čujkov) 37:13' Klavdijev (Kuzněcov, Likačev) 44:56' Vukoja (Šapavalau, Salvasser) 45:37' Čujkov (Klavdijev, Likačev) 51:50' Likačev (Šapavalau) 59:11' | 1:0 1:1 1:2 2:2 3:2 3:3 4:3 5:3 6:3 6:4 6:5 7:5 8:5 9:5 9:6 10:6 | 06:19' Mazour (D. Levin, Koževnikov) 13:13' Polozov (M. Levin, D. Levin) 29:36' D. Levin (M. Levin, Koževnikov) 40:25' Polozov (D. Levin, Koževnikov) 43:37' Mazour 56:48' Milner (Turner) | Rozhodčí: Bartosz Kaczmarek Čároví: Patrick Dapuzzo Uroš Mladenović |
| 8 min | 8 min | Tresty                                                           | 8 min | Rozhodčí: Bartosz Kaczmarek Čároví: Patrick Dapuzzo Uroš Mladenović |
| 34 | 34 | Střely                                                           | 38 | Rozhodčí: Bartosz Kaczmarek Čároví: Patrick Dapuzzo Uroš Mladenović |

| 21. dubna 2024 19:30 | Austrálie | 2 : 4 (1:1, 1:2, 0:1) | Srbsko | Pionir Ice Hall, Bělehrad Návštěvnost: 346 |  |

| Report                                                        |                                                               |                         | |                                                                     |
| Aleksi Toivonen                                               | Aleksi Toivonen                                               | Brankáři                | Arsenije Ranković | Rozhodčí: Marcus Wannerstedt Čároví: Krešimir Polašek Marko Saković |
| Ruck (Webster, Kyros) 04:44' Kennedy (Virjassov, Todd) 20:37' | Ruck (Webster, Kyros) 04:44' Kennedy (Virjassov, Todd) 20:37' | 1:0 1:1 2:1 2:2 2:3 2:4 | 15:26' Dragović (Djumić, Podunavać) 23:42' Popović (Anić) 33:45' Djumić (Podunavać, Dragović) 53:44' Djumić (Dragović) | Rozhodčí: Marcus Wannerstedt Čároví: Krešimir Polašek Marko Saković |
| 12 min                                                        | 12 min                                                        | Tresty                  | 6 min | Rozhodčí: Marcus Wannerstedt Čároví: Krešimir Polašek Marko Saković |
| 27                                                            | 27                                                            | Střely                  | 16 | Rozhodčí: Marcus Wannerstedt Čároví: Krešimir Polašek Marko Saković |

| 22. dubna 2024 12:30 | Island | 2 : 7 (1:1, 1:6, 0:0) | Spojené arabské emiráty | Pionir Ice Hall, Bělehrad Návštěvnost: 20 |  |

| Report                                                           |                                                                  |                                     | |                                                                 |
| Jakob Jóhannesson                                                | Jakob Jóhannesson                                                | Brankáři                            | Maksim Raščupkin | Rozhodčí: Stef Oosterling Čároví: David Perduv Krešimir Polašek |
| Arnarsson (Eggertsson) 03:42' Arason (Rúnarsson, Blöndal) 38:17' | Arnarsson (Eggertsson) 03:42' Arason (Rúnarsson, Blöndal) 38:17' | 1:0 1:1 1:2 1:3 1:4 1:5 1:6 2:6 2:7 | 19:06' Klavdijev (Likačev, Čujkov) 21:23' Kuzněcov (Remess, Salvasser) 21:53' Kuzněcov (Salvasser) 29:08' Klavdijev (Kuzněcov) 31:18' Likačev (Klavdijev) 35:32' Ramseyer (Vukoja) | Rozhodčí: Stef Oosterling Čároví: David Perduv Krešimir Polašek |
| 6 min                                                            | 6 min                                                            | Tresty                              | 13 min | Rozhodčí: Stef Oosterling Čároví: David Perduv Krešimir Polašek |
| 31                                                               | 31                                                               | Střely                              | 27 | Rozhodčí: Stef Oosterling Čároví: David Perduv Krešimir Polašek |

| 22. dubna 2024 16:00 | Chorvatsko | 3 : 2 (0:1, 2:1, 1:0) | Austrálie | Pionir Ice Hall, Bělehrad Návštěvnost: 25 |  |

| Report                                                                                             | |                     |                                                                         |                                                                    |
| Vilim Rosandić                                                                                     | Vilim Rosandić                                                                                     | Brankáři            | Aleksi Toivonen                                                         | Rozhodčí: Nicolas Crégut Čároví: Nicholas Albinati Uroš Mladenović |
| Kašparek (Završki, Dobrić) 27:36' Jarčov (Dobrić, V. Idžan) 34:46' Bebek (Selitaj, Vukadin) 41:57' | Kašparek (Završki, Dobrić) 27:36' Jarčov (Dobrić, V. Idžan) 34:46' Bebek (Selitaj, Vukadin) 41:57' | 0:1 0:2 1:2 2:2 3:2 | 11:00' B. Kubara (Kyros, Webster) 27:03' C. Kubara (Caruana, T. Kubara) | Rozhodčí: Nicolas Crégut Čároví: Nicholas Albinati Uroš Mladenović |
| 6 min                                                                                              | 6 min                                                                                              | Tresty              | 8 min                                                                   | Rozhodčí: Nicolas Crégut Čároví: Nicholas Albinati Uroš Mladenović |
| 45                                                                                                 | 45                                                                                                 | Střely              | 19                                                                      | Rozhodčí: Nicolas Crégut Čároví: Nicholas Albinati Uroš Mladenović |

| 22. dubna 2024 19:30 | Srbsko | 5 : 1 (1:0, 2:1, 2:0) | Izrael | Pionir Ice Hall, Bělehrad Návštěvnost: 375 |  |

| Report | |                         |                              |                                                       |
| Arsenije Ranković | Arsenije Ranković | Brankáři                | Nir Tichon                   | Rozhodčí: Andri Kicha Čároví: Patrick Dapuzzo Fu Dahe |
| Vučurević (Gvozdenović, Dinić) 14:46' Mladenović (Gvozdenović) 24:49' Anić (Dragović) 33:59' Vučurević (Racić, Subotić) 47:20' Racić (Mladenović, Vučurević) 56:23' | Vučurević (Gvozdenović, Dinić) 14:46' Mladenović (Gvozdenović) 24:49' Anić (Dragović) 33:59' Vučurević (Racić, Subotić) 47:20' Racić (Mladenović, Vučurević) 56:23' | 1:0 2:0 3:0 3:1 4:1 5:1 | 34:33' Kapulkin (Chubašvili) | Rozhodčí: Andri Kicha Čároví: Patrick Dapuzzo Fu Dahe |
| 37 min | 37 min | Tresty                  | 39 min                       | Rozhodčí: Andri Kicha Čároví: Patrick Dapuzzo Fu Dahe |
| 59 | 59 | Střely                  | 26                           | Rozhodčí: Andri Kicha Čároví: Patrick Dapuzzo Fu Dahe |

| 24. dubna 2024 12:30 | Austrálie | 4 : 5 SN (2:0, 1:0, 0:4 – 0:0 – 0:1) | Izrael | Pionir Ice Hall, Bělehrad Návštěvnost: 30 |  |

| Report | |                                                                | |                                                             |
| Aleksi Toivonen | Aleksi Toivonen | Brankáři                                                       | Maksim Kaljajev | Rozhodčí: Nicolas Crégut Čároví: David Perduv Marko Saković |
| Caruana (Woodman, C. Kubara) 03:02' Webster (B. Kubara) 03:54' Todd (Kennedy) 22:05' Allen (Webster, Virjassov) 46:58' C. Kubara Hawes Todd Virjassov Kyros | Caruana (Woodman, C. Kubara) 03:02' Webster (B. Kubara) 03:54' Todd (Kennedy) 22:05' Allen (Webster, Virjassov) 46:58' C. Kubara Hawes Todd Virjassov Kyros | 1:0 2:0 3:0 3:1 4:1 4:2 4:3 4:4 Samostatné nájezdy 0:0 0:1 0:1 | 46:20' Khvoles (Spektor, Kozev) 47:38' Chubašvili (Aharonovič, Kapulkin) 59:01' M. Levin (D. Levin, Mazour) 59:45' M. Levin (Turner, Mazour) D. Levin M. Levin Koževnikov Spektor Marščonak | Rozhodčí: Nicolas Crégut Čároví: David Perduv Marko Saković |
| 2 min | 2 min | Tresty                                                         | 8 min | Rozhodčí: Nicolas Crégut Čároví: David Perduv Marko Saković |
| 37 | 37 | Střely                                                         | 29 | Rozhodčí: Nicolas Crégut Čároví: David Perduv Marko Saković |

| 24. dubna 2024 16:00 | Chorvatsko | 4 : 1 (2:1, 1:0, 1:0) | Spojené arabské emiráty | Pionir Ice Hall, Bělehrad Návštěvnost: 22 |  |

| Report | |                     |                                     |                                                                      |
| Vilim Rosandić                                                                                               | Vilim Rosandić                                                                                               | Brankáři            | Maksim Raščupkin                    | Rozhodčí: Marcus Wannerstedt Čároví: Patrick Dapuzzo Uroš Mladenović |
| Završki (Marinković) 06:23' Janković (Katić, Vedlin) 19:39' Završki (Katić) 26:52' Katić (Marinković) 41:54' | Završki (Marinković) 06:23' Janković (Katić, Vedlin) 19:39' Završki (Katić) 26:52' Katić (Marinković) 41:54' | 1:0 1:1 2:1 3:1 4:1 | 06:41' Vukoja (Šapavalau, Badegjev) | Rozhodčí: Marcus Wannerstedt Čároví: Patrick Dapuzzo Uroš Mladenović |
| 6 min | 6 min | Tresty              | 10 min                              | Rozhodčí: Marcus Wannerstedt Čároví: Patrick Dapuzzo Uroš Mladenović |
| 53 | 53 | Střely              | 28                                  | Rozhodčí: Marcus Wannerstedt Čároví: Patrick Dapuzzo Uroš Mladenović |

| 24. dubna 2024 19:30 | Srbsko | 9 : 3 (3:1, 2:1, 4:1) | Island | Pionir Ice Hall, Bělehrad Návštěvnost: 220 |  |

| Report | |                                                 | |                                                             |
| Arsenije Ranković (od 41. minuty Zeljko Bodis) | Arsenije Ranković (od 41. minuty Zeljko Bodis) | Brankáři                                        | Jóhann Ragnarsson                                                                                  | Rozhodčí: Stef Oosterling Čároví: Nicholas Albinati Fu Dahe |
| K. Mladenović (Ivanović, M. Mladenović) 08:31' Dinić (Dragović) 08:52' Gvozdenović (Dinić, Vučurević) 17:10' Podunavać (M. Mladenović) 22:08' Zwick (Podunavać, M. Mladenović) 35:29' Kravljanać (Vučurević, do prázdné branky) 56:45' Dinić (Subotić, Vučurević) 58:22' Subotić (Gvozdenović, M. Mladenović) 59:11' Popović (Podunavać, Ivanović) 59:41' | K. Mladenović (Ivanović, M. Mladenović) 08:31' Dinić (Dragović) 08:52' Gvozdenović (Dinić, Vučurević) 17:10' Podunavać (M. Mladenović) 22:08' Zwick (Podunavać, M. Mladenović) 35:29' Kravljanać (Vučurević, do prázdné branky) 56:45' Dinić (Subotić, Vučurević) 58:22' Subotić (Gvozdenović, M. Mladenović) 59:11' Popović (Podunavać, Ivanović) 59:41' | 0:1 1:1 2:1 3:1 4:1 4:2 5:2 5:3 6:3 7:3 8:3 9:3 | 03:28' Sverrisson (Arnarsson) 33:21' Magnusson (Runarsson, Hafberg) 55:09' Leifsson (Kristjansson) | Rozhodčí: Stef Oosterling Čároví: Nicholas Albinati Fu Dahe |
| 8 min | 8 min | Tresty                                          | 8 min                                                                                              | Rozhodčí: Stef Oosterling Čároví: Nicholas Albinati Fu Dahe |
| 39 | 39 | Střely                                          | 23                                                                                                 | Rozhodčí: Stef Oosterling Čároví: Nicholas Albinati Fu Dahe |

| 25. dubna 2024 12:30 | Izrael | 1 : 5 (1:3, 0:1, 0:1) | Chorvatsko | Pionir Ice Hall, Bělehrad Návštěvnost: 20 |  |

| Report                             |                                    |                         | |                                                             |
| Maksim Kaljajev                    | Maksim Kaljajev                    | Brankáři                | Vito Nikolić | Rozhodčí: Bartosz Kaczmarek Čároví: Fu Dahe Uroš Mladenović |
| Marščonak (D. Levin, Kozev) 13:17' | Marščonak (D. Levin, Kozev) 13:17' | 0:1 0:2 1:2 1:3 1:4 1:5 | 01:45' Marinković (Završki) 06:21' Dobrić (Janković, B. Idžan) 19:34' Marinković (V. Idžan, Janković) 24:09' Vedlin (Dimitrijević, Katić) 43:17' B. Idžan (Vedlin) | Rozhodčí: Bartosz Kaczmarek Čároví: Fu Dahe Uroš Mladenović |
| 14 min                             | 14 min                             | Tresty                  | 12 min | Rozhodčí: Bartosz Kaczmarek Čároví: Fu Dahe Uroš Mladenović |
| 36                                 | 36                                 | Střely                  | 36 | Rozhodčí: Bartosz Kaczmarek Čároví: Fu Dahe Uroš Mladenović |

| 25. dubna 2024 16:00 | Island | 2 : 3 (0:2, 1:1, 1:0) | Austrálie | Pionir Ice Hall, Bělehrad Návštěvnost: 35 |  |

| Report                                                         |                                                                |                     |                                                                                       |                                                                    |
| Jakob Jóhannesson                                              | Jakob Jóhannesson                                              | Brankáři            | Aleksi Toivonen                                                                       | Rozhodčí: Marcus Wannerstedt Čároví: Patrick Dapuzzo Marko Saković |
| Arason (Sverrisson, Leifsson) 33:20' Skúlason (Pálsson) 45:08' | Arason (Sverrisson, Leifsson) 33:20' Skúlason (Pálsson) 45:08' | 0:1 0:2 0:3 1:3 2:3 | 13:44' Woodman (Caruana, C. Kubara) 17:00' Hawes (Caruana) 25:13' Webster (Virjassov) | Rozhodčí: Marcus Wannerstedt Čároví: Patrick Dapuzzo Marko Saković |
| 8 min                                                          | 8 min                                                          | Tresty              | 8 min                                                                                 | Rozhodčí: Marcus Wannerstedt Čároví: Patrick Dapuzzo Marko Saković |
| 18                                                             | 18                                                             | Střely              | 28                                                                                    | Rozhodčí: Marcus Wannerstedt Čároví: Patrick Dapuzzo Marko Saković |

| 25. dubna 2024 19:30 | Spojené arabské emiráty | 2 : 5 (1:1, 0:1, 1:3) | Srbsko | Pionir Ice Hall, Bělehrad Návštěvnost: 340 |  |

| Report                                            |                                                   |                             | |                                                                      |
| Maksim Raščupkin                                  | Maksim Raščupkin                                  | Brankáři                    | Arsenije Ranković | Rozhodčí: Stef Oosterling Čároví: Nicholas Albinati Krešimir Polašek |
| Kuzněcov (Čujkov) 09:25' Kuzněcov (Vukoja) 41:01' | Kuzněcov (Čujkov) 09:25' Kuzněcov (Vukoja) 41:01' | 1:0 1:1 1:2 2:2 2:3 2:4 2:5 | 15:03' M. Popović (Dragović) 24:15' Đumić (Racić) 49:47' Dinić (M. Popović, M. Mladenović) 54:44' Kravljanac 59:18' M. Popović (M. Mladenović, do prázdné branky) | Rozhodčí: Stef Oosterling Čároví: Nicholas Albinati Krešimir Polašek |
| 6 min                                             | 6 min                                             | Tresty                      | 8 min | Rozhodčí: Stef Oosterling Čároví: Nicholas Albinati Krešimir Polašek |
| 25                                                | 25                                                | Střely                      | 37 | Rozhodčí: Stef Oosterling Čároví: Nicholas Albinati Krešimir Polašek |

| 27. dubna 2024 12:30 | Austrálie | 4 : 5 (2:1, 1:2, 1:2) | Spojené arabské emiráty | Pionir Ice Hall, Bělehrad Návštěvnost: 25 |  |

| Report                                                                                          |                                                                                                 |                                     | |                                                          |
| Aleksi Toivonen                                                                                 | Aleksi Toivonen                                                                                 | Brankáři                            | Maksim Raščupkin | Rozhodčí: Andri Kicha Čároví: David Perduv Marko Saković |
| Virjassov (Hawes) 02:39' Woodman 06:35' Kyros (Wardlaw) 21:12' Kubara (Woodman, Caruana) 50:27' | Virjassov (Hawes) 02:39' Woodman 06:35' Kyros (Wardlaw) 21:12' Kubara (Woodman, Caruana) 50:27' | 1:0 2:0 2:1 3:1 3:2 3:3 3:4 4:4 4:5 | 07:54' Kuzněcov (Klavdijev, Likačev) 30:46' Klavdijev (Badegjev, Čujkov) 33:43' Likačev (Čujkov, Klavdijev) 48:32' Badegjev (Šapavalau, Klavdijev) 59:19' Čujkov (Klavdijev, Likačev, do prázdné branky) | Rozhodčí: Andri Kicha Čároví: David Perduv Marko Saković |
| 2 min                                                                                           | 2 min                                                                                           | Tresty                              | 4 min | Rozhodčí: Andri Kicha Čároví: David Perduv Marko Saković |
| 28                                                                                              | 28                                                                                              | Střely                              | 30 | Rozhodčí: Andri Kicha Čároví: David Perduv Marko Saković |

| 27. dubna 2024 16:00 | Izrael | 4 : 2 (0:1, 1:0, 3:1) | Island | Pionir Ice Hall, Bělehrad Návštěvnost: 40 |  |

| Report | |                         |                                             |                                                                         |
| Maksim Kaljajev | Maksim Kaljajev | Brankáři                | Jóhann Ragnarsson                           | Rozhodčí: Marcus Wannerstedt Čároví: Nicholas Albinati Krešimir Polašek |
| M. Levin (Polozov, D. Levin) 31:37' M. Levin (Mazour, D. Levin) 52:01' Khvoles (Chubašvili) 52:26' M. Levin (Kozev, do prázdné branky) 55:56' | M. Levin (Polozov, D. Levin) 31:37' M. Levin (Mazour, D. Levin) 52:01' Khvoles (Chubašvili) 52:26' M. Levin (Kozev, do prázdné branky) 55:56' | 0:1 1:1 2:1 3:1 4:1 4:2 | 17:49' Arason 59:33' Rúnarsson (Eggertsson) | Rozhodčí: Marcus Wannerstedt Čároví: Nicholas Albinati Krešimir Polašek |
| 10 min | 10 min | Tresty                  | 8 min                                       | Rozhodčí: Marcus Wannerstedt Čároví: Nicholas Albinati Krešimir Polašek |
| 23 | 23 | Střely                  | 26                                          | Rozhodčí: Marcus Wannerstedt Čároví: Nicholas Albinati Krešimir Polašek |

| 27. dubna 2024 19:30 | Srbsko | 0 : 3 (0:2, 0:1, 0:0) | Chorvatsko | Pionir Ice Hall, Bělehrad Návštěvnost: 800 |  |

| Report            |                   |             |                                                                                               |                                                             |
| Arsenije Ranković | Arsenije Ranković | Brankáři    | Vilim Rosandić                                                                                | Rozhodčí: Bartosz Kaczmarek Čároví: Patrick Dapuzzo Fu Dahe |
|                   |                   | 0:1 0:2 0:3 | 06:30' Kašparek (Bebek, Šimunković) 11:45' Katić (Marinković) 31:21' B. Idžan (Katić, Vedlin) | Rozhodčí: Bartosz Kaczmarek Čároví: Patrick Dapuzzo Fu Dahe |
| 35 min            | 35 min            | Tresty      | 10 min                                                                                        | Rozhodčí: Bartosz Kaczmarek Čároví: Patrick Dapuzzo Fu Dahe |
| 27                | 27                | Střely      | 30                                                                                            | Rozhodčí: Bartosz Kaczmarek Čároví: Patrick Dapuzzo Fu Dahe |

### Hráčské statistiky

#### Kanadské bodování
Toto je konečné pořadí hráčů podle dosažených bodů. Za jeden vstřelený gól nebo přihrávku na gól hráč získal jeden bod.
| Poř. | Hráč             | Tým                     | Z | G | A | B  | TM | +/- |
| ---- | ---------------- | ----------------------- | - | - | - | -- | -- | --- |
| 1.   | Arťom Klavdijev  | Spojené arabské emiráty | 5 | 5 | 8 | 13 | 2  | +6  |
| 2.   | Dmitrij Likačev  | Spojené arabské emiráty | 5 | 5 | 7 | 12 | 4  | +5  |
| 3.   | Ilja Čujkov      | Spojené arabské emiráty | 5 | 4 | 5 | 9  | 0  | +5  |
| 4.   | Marko Katić      | Chorvatsko              | 5 | 3 | 6 | 9  | 0  | +6  |
| 5.   | Sergej Kuzněcov  | Spojené arabské emiráty | 5 | 6 | 2 | 8  | 4  | +3  |
| 6.   | David Levin      | Izrael                  | 5 | 1 | 7 | 8  | 6  | 0   |
| 6.   | Marko Mladenović | Srbsko                  | 5 | 1 | 7 | 8  | 24 | +6  |
| 8.   | Mike Levin       | Izrael                  | 5 | 5 | 2 | 7  | 31 | -2  |
| 9.   | Bruno Idžan      | Chorvatsko              | 5 | 4 | 3 | 7  | 0  | +2  |
| 10.  | Karlo Marinković | Chorvatsko              | 5 | 3 | 4 | 7  | 0  | +2  |

#### Hodnocení brankářů
Toto je konečné pořadí pěti nejlepších brankářů.
| Poř. | Hráč              | Tým                     | Z. | MIN    | OG | PZ  | PS  | POG  | Úsp%  |
| ---- | ----------------- | ----------------------- | -- | ------ | -- | --- | --- | ---- | ----- |
| 1.   | Vilim Rosandić    | Chorvatsko              | 4  | 240:00 | 5  | 94  | 99  | 1.25 | 94.95 |
| 2.   | Arsenije Ranković | Srbsko                  | 5  | 277:25 | 10 | 103 | 113 | 2.16 | 91.15 |
| 3.   | Maksim Raščupkin  | Spojené arabské emiráty | 5  | 298:32 | 20 | 166 | 186 | 4.02 | 89.25 |
| 4.   | Aleksi Toivonen   | Austrálie               | 5  | 303:31 | 17 | 134 | 151 | 3.36 | 88.74 |
| 5.   | Maksim Kaljajev   | Izrael                  | 4  | 229:31 | 18 | 106 | 124 | 4.71 | 85.48 |

### Ocenění
| Pozice  | Hráč           |
| ------- | -------------- |
| Brankář | Vilim Rosandić |
| Obránce | Marko Katić    |
| Útočník | Mirko Đumić    |

## Skupina B

### Účastníci
| Tým         | Kvalifikace                                       |
| ----------- | ------------------------------------------------- |
| Gruzie      | 2. místo v Divizi II – skupina A 2023 – vyloučení |
| Belgie      | 2. místo v Divizi II – skupina B 2023             |
| Bulharsko   | Pořadatel, 3. místo v Divizi II – skupina B 2023  |
| Nový Zéland | 4. místo v Divizi II – skupina B 2023             |
| Turecko     | 5. místo v Divizi II – skupina B 2023             |
| Tchaj-wan   | 1. místo v Divizi III – skupina A 2023 — postup   |

### Rozhodčí
| Hlavní                                                                | Čároví |
| --------------------------------------------------------------------- | --- |
| - Filip Metzinger - Kenneth Nielsen - Alexey Roshchyn - Walker Holton | - Maxmillian Gatol - Maarten van den Acker - Martin Boyadjiev - David Klouček - Frederik Andersen - Markus Merk - Lodewijk Beelen |

### Tabulka
|  | Postupující do divize II A  |
|  | Sestupující do divize III A |

| Poř. | Tým         | Z | V | VP | PP | P | GV | GI | +/- | B  |
| ---- | ----------- | - | - | -- | -- | - | -- | -- | --- | -- |
| 1.   | Belgie      | 5 | 5 | 0  | 0  | 0 | 37 | 4  | +33 | 15 |
| 2.   | Nový Zéland | 5 | 3 | 0  | 1  | 1 | 22 | 18 | +4  | 10 |
| 3.   | Gruzie      | 5 | 3 | 0  | 0  | 2 | 20 | 17 | +3  | 9  |
| 4.   | Bulharsko   | 5 | 1 | 1  | 0  | 3 | 17 | 29 | -12 | 5  |
| 5.   | Tchaj-wan   | 5 | 1 | 0  | 1  | 3 | 14 | 27 | -13 | 4  |
| 6.   | Turecko     | 5 | 0 | 1  | 0  | 4 | 10 | 25 | -15 | 2  |

### Zápasy
Všechny časy jsou místní (UTC+3).
| 22. dubna 2024 13:00 | Tchaj-wan | 1 : 5 (1:0, 0:1, 0:4) | Nový Zéland | Zimní sportovní palác, Sofie Návštěvnost: 70 |  |

| Report                               |                                      |                         | |                                                                          |
| Hsiao Pcho-Jü                        | Hsiao Pcho-Jü                        | Brankáři                | Joel Hasselman | Rozhodčí: Kenneth Nielsen Čároví: Maxmillian Gatol Maarten van den Acker |
| Chun-Ťü (I-Kchuan, Lin Ťü-Jü) 02:26' | Chun-Ťü (I-Kchuan, Lin Ťü-Jü) 02:26' | 1:0 1:1 1:2 1:3 1:4 1:5 | 23:10' Carey (Regan) 45:11' Amston (Burns) 48:47' Fontaine (McIntosh, Amston) 51:30' Schneider (Fontaine, Tappin) 57:22' McIntosh (Strayer) | Rozhodčí: Kenneth Nielsen Čároví: Maxmillian Gatol Maarten van den Acker |
| 6 min                                | 6 min                                | Tresty                  | 6 min | Rozhodčí: Kenneth Nielsen Čároví: Maxmillian Gatol Maarten van den Acker |
| 23                                   | 23                                   | Střely                  | 40 | Rozhodčí: Kenneth Nielsen Čároví: Maxmillian Gatol Maarten van den Acker |

| 22. dubna 2024 16:30 | Belgie | 8 : 0 (0:0, 3:0, 5:0) | Turecko | Zimní sportovní palác, Sofie Návštěvnost: 80 |  |

| Report | |                                 |                                                |                                                                  |
| Jelle Lievens | Jelle Lievens | Brankáři                        | Tolga Bozacı (od 48. minuty Oğulcan Kızılkaya) | Rozhodčí: Alexey Roshchyn Čároví: Martin Boyadjiev David Klouček |
| de Croock (Henry, Boni) 23:18' Steyaert (Gyesbreghs, Verelst) 27:56' Gyesbreghs (Blockx, James) 34:18' de Smet 41:11' Boni (de Smet, Henry) 47:00' Blanchy (de Smet, Boni) 47:14' Verelst (Steyaert) 55:13' Coolen (Henry, de Smet) 58:23' | de Croock (Henry, Boni) 23:18' Steyaert (Gyesbreghs, Verelst) 27:56' Gyesbreghs (Blockx, James) 34:18' de Smet 41:11' Boni (de Smet, Henry) 47:00' Blanchy (de Smet, Boni) 47:14' Verelst (Steyaert) 55:13' Coolen (Henry, de Smet) 58:23' | 1:0 2:0 3:0 4:0 5:0 6:0 7:0 8:0 |                                                | Rozhodčí: Alexey Roshchyn Čároví: Martin Boyadjiev David Klouček |
| 6 min | 6 min | Tresty                          | 8 min                                          | Rozhodčí: Alexey Roshchyn Čároví: Martin Boyadjiev David Klouček |
| 39 | 39 | Střely                          | 11                                             | Rozhodčí: Alexey Roshchyn Čároví: Martin Boyadjiev David Klouček |

| 22. dubna 2024 20:00 | Bulharsko | 1 : 7 (1:1, 0:2, 0:4) | Gruzie | Zimní sportovní palác, Sofie Návštěvnost: 325 |  |

| Report                            |                                   |                                 | |                                                               |
| Dimitar Dimitrov                  | Dimitar Dimitrov                  | Brankáři                        | Ivan Starostin | Rozhodčí: Walker Holton Čároví: Frederik Andersen Markus Merk |
| Hodulov (Tčalijov, Gatčev) 15:36' | Hodulov (Tčalijov, Gatčev) 15:36' | 0:1 1:1 1:2 1:3 1:4 1:5 1:6 1:7 | 11:25' Karelin (Bukija) 26:29' Dzijov (Kirejev) 34:40' Kozjulin (Dzijov, Kirejev) 45:34' Kurbatov (Marov) 48:04' Kočkin 48:42' Obolgogiani (Dzijov, Ermošenko) 53:11' Marov | Rozhodčí: Walker Holton Čároví: Frederik Andersen Markus Merk |
| 6 min                             | 6 min                             | Tresty                          | 4 min | Rozhodčí: Walker Holton Čároví: Frederik Andersen Markus Merk |
| 18                                | 18                                | Střely                          | 41 | Rozhodčí: Walker Holton Čároví: Frederik Andersen Markus Merk |

| 23. dubna 2024 13:00 | Turecko | 5 : 4 SN (0:1, 1:2, 3:1 – 1:0) | Tchaj-wan | Zimní sportovní palác, Sofie Návštěvnost: 47 |  |

| Report | |                                                                            | |                                                                          |
| Tolga Bozacı | Tolga Bozacı | Brankáři                                                                   | Siao Pcho-Jü | Rozhodčí: Alexey Roshchyn Čároví: Martin Boyadjiev Maarten van den Acker |
| Bakal (Karadağ) 30:01' E. Faner (Y. Karş) 41:38' Ö. Karş (Bingöl, Demirdelen) 48:25' Odabaş (Bakal, Karadağ) 56:30' Demirdelen Bakal F. Faner E. Faner Y. Karş Bakal E. Faner Meydanci Ö. Karş Gökçen | Bakal (Karadağ) 30:01' E. Faner (Y. Karş) 41:38' Ö. Karş (Bingöl, Demirdelen) 48:25' Odabaş (Bakal, Karadağ) 56:30' Demirdelen Bakal F. Faner E. Faner Y. Karş Bakal E. Faner Meydanci Ö. Karş Gökçen | 0:1 0:2 0:3 1:3 2:3 2:4 3:4 4:4 Samostatné nájezdy 0:0 0:1 1:1 1:2 2:2 3:2 | 19:38' Čchen K. 22:32' Pchan (Wen, Šen Y.) 23:00' Wang Y. 48:10' Wen (Jang, Pcheng) Čchen K. Lin H. Šen Jie-Čch´ Jang Lin Yo. Šen Y. Lin H. Wang P. Wen Peng Šen Y. | Rozhodčí: Alexey Roshchyn Čároví: Martin Boyadjiev Maarten van den Acker |
| 2 min | 2 min | Tresty                                                                     | 25 min | Rozhodčí: Alexey Roshchyn Čároví: Martin Boyadjiev Maarten van den Acker |
| 34 | 34 | Střely                                                                     | 28 | Rozhodčí: Alexey Roshchyn Čároví: Martin Boyadjiev Maarten van den Acker |

| 23. dubna 2024 16:30 | Gruzie | 2 : 6 (1:2, 0:2, 1:2) | Nový Zéland | Zimní sportovní palác, Sofie Návštěvnost: 93 |  |

| Report                                                              |                                                                     |                                 | |                                                             |
| Ivan Starostin (od 34. minuty Michajl Fofanov)                      | Ivan Starostin (od 34. minuty Michajl Fofanov)                      | Brankáři                        | Csaba Kercso-Magos | Rozhodčí: Walker Holton Čároví: Lodewijk Beelen Markus Merk |
| Bukija (Dumbadze, Marov) 07:38' Charizov (Romanov, Kurbatov) 43:42' | Bukija (Dumbadze, Marov) 07:38' Charizov (Romanov, Kurbatov) 43:42' | 1:0 1:1 1:2 1:3 1:4 1:5 2:5 2:6 | 07:59' McIntosh (Strayer, Harrison) 14:14' Amston (Attwell) 20:53' Strayer (McIntosh, Amston) 32:45' Attwell (Amston, Dalmatau) 42:43' Vortanov 53:26' Fontaine (Simon, Kozák) | Rozhodčí: Walker Holton Čároví: Lodewijk Beelen Markus Merk |
| 8 min                                                               | 8 min                                                               | Tresty                          | 6 min | Rozhodčí: Walker Holton Čároví: Lodewijk Beelen Markus Merk |
| 36                                                                  | 36                                                                  | Střely                          | 32 | Rozhodčí: Walker Holton Čároví: Lodewijk Beelen Markus Merk |

| 23. dubna 2024 20:00 | Belgie | 11 : 1 (3:0, 5:1, 3:0) | Bulharsko | Zimní sportovní palác, Sofie Návštěvnost: 352 |  |

| Report | |                                                   |                                                      |                                                                  |
| Jelle Lievens | Jelle Lievens | Brankáři                                          | Dimitar Dimitrov (od 25. minuty Andrea Karabadjakov) | Rozhodčí: Filip Metzinger Čároví: Maxmillian Gatol David Klouček |
| Blanchy (van Espen, Verelst) 01:09' Gyesbreghs (Blockx, James) 11:54' de Smet (Neven) 19:01' Verelst (James, Gyesbreghs) 21:51' Verelst (Ziarny) 24:05' Gyesbreghs (de Smet, Henry) 33:02' Henry (Cuylen, Steyaert) 34:09' Boni (de Smet, Blanchy) 38:44' Verelst (James, Gyesbreghs) 48:32' Gyesbreghs (Blockx) 54:19' Blockx (James, Coolen) 58:55' | Blanchy (van Espen, Verelst) 01:09' Gyesbreghs (Blockx, James) 11:54' de Smet (Neven) 19:01' Verelst (James, Gyesbreghs) 21:51' Verelst (Ziarny) 24:05' Gyesbreghs (de Smet, Henry) 33:02' Henry (Cuylen, Steyaert) 34:09' Boni (de Smet, Blanchy) 38:44' Verelst (James, Gyesbreghs) 48:32' Gyesbreghs (Blockx) 54:19' Blockx (James, Coolen) 58:55' | 1:0 2:0 3:0 4:0 5:0 6:0 7:0 7:1 8:1 9:1 10:1 11:1 | 35:21' Hodulov                                       | Rozhodčí: Filip Metzinger Čároví: Maxmillian Gatol David Klouček |
| 8 min | 8 min | Tresty                                            | 18 min                                               | Rozhodčí: Filip Metzinger Čároví: Maxmillian Gatol David Klouček |
| 53 | 53 | Střely                                            | 7                                                    | Rozhodčí: Filip Metzinger Čároví: Maxmillian Gatol David Klouček |

| 25. dubna 2024 13:00 | Gruzie | 3 : 2 (0:1, 2:1, 1:0) | Turecko | Zimní sportovní palác, Sofie Návštěvnost: 75 |  |

| Report                                                                                          |                                                                                                 |                     |                                                       |                                                                     |
| Ivan Starostin                                                                                  | Ivan Starostin                                                                                  | Brankáři            | Tolga Bozacı                                          | Rozhodčí: Kenneth Nielsen Čároví: Frederik Andersen Lodewijk Beelen |
| Karelin (Obolgogiani) 31:33' Karelin (Obolgogiani) 33:34' Karelin (Obolgogiani, Kirejev) 44:18' | Karelin (Obolgogiani) 31:33' Karelin (Obolgogiani) 33:34' Karelin (Obolgogiani, Kirejev) 44:18' | 0:1 0:2 1:2 2:2 3:2 | 03:36' Karadağ (Odabaş, Demirdelen) 29:49' Demirdelen | Rozhodčí: Kenneth Nielsen Čároví: Frederik Andersen Lodewijk Beelen |
| 10 min                                                                                          | 10 min                                                                                          | Tresty              | 10 min                                                | Rozhodčí: Kenneth Nielsen Čároví: Frederik Andersen Lodewijk Beelen |
| 25                                                                                              | 25                                                                                              | Střely              | 19                                                    | Rozhodčí: Kenneth Nielsen Čároví: Frederik Andersen Lodewijk Beelen |

| 25. dubna 2024 16:30 | Belgie | 8 : 1 (3:1, 3:0, 2:0) | Tchaj-wan | Zimní sportovní palác, Sofie Návštěvnost: 76 |  |

| Report | |                                     |                              |                                                                     |
| Ignace Van Noten | Ignace Van Noten | Brankáři                            | Kchuej Fu-šang               | Rozhodčí: Filip Metzinger Čároví: Martin Boyadjiev Maxmillian Gatol |
| Steyaert (Verelst) 00:48' Verelst (De Crook, Piccart) 03:17' Coolen (Gentri, Gyesgreghs) 16:21' De Crook (Verelst, Steyaert) 21:05' Henry (Ziarny) 21:37' De Smet (Henry, Van Espen) 29:05' Steyaert (De Crook, Henry) 46:01' Steyaert (Verelst, De Crook) 55:21' | Steyaert (Verelst) 00:48' Verelst (De Crook, Piccart) 03:17' Coolen (Gentri, Gyesgreghs) 16:21' De Crook (Verelst, Steyaert) 21:05' Henry (Ziarny) 21:37' De Smet (Henry, Van Espen) 29:05' Steyaert (De Crook, Henry) 46:01' Steyaert (Verelst, De Crook) 55:21' | 1:0 2:0 2:1 3:1 4:1 5:1 6:1 7:1 8:1 | 07:39' Šen Y. (Wen, Lin Yo.) | Rozhodčí: Filip Metzinger Čároví: Martin Boyadjiev Maxmillian Gatol |
| 2 min | 2 min | Tresty                              | 6 min                        | Rozhodčí: Filip Metzinger Čároví: Martin Boyadjiev Maxmillian Gatol |
| 40 | 40 | Střely                              | 11                           | Rozhodčí: Filip Metzinger Čároví: Martin Boyadjiev Maxmillian Gatol |

| 25. dubna 2024 20:00 | Bulharsko | 7 : 6 SN (4:2, 2:2, 0:2 – 0:0 – 1:0) | Nový Zéland | Zimní sportovní palác, Sofie Návštěvnost: 483 |  |

| Report | |                                                                                    | |                                                             |
| Dimitar Dimitrov | Dimitar Dimitrov | Brankáři                                                                           | Joel Hasselman | Rozhodčí: Alexey Roshchyn Čároví: David Klouček Markus Merk |
| Hodulov (Jotov, Vasilev) 01:38' Nakov (K. Dikov, Stamenov) 10:25' Jotov (Muhačev) 12:53' Gatčev (Nakov, Nikolov) 13:51' Jotov (Hodulov, Vasilev) 20:31' Hodulov (Tčalijov, V. Dikov) 29:28' Jotov Nakov Hodulov | Hodulov (Jotov, Vasilev) 01:38' Nakov (K. Dikov, Stamenov) 10:25' Jotov (Muhačev) 12:53' Gatčev (Nakov, Nikolov) 13:51' Jotov (Hodulov, Vasilev) 20:31' Hodulov (Tčalijov, V. Dikov) 29:28' Jotov Nakov Hodulov | 1:0 1:1 2:1 3:1 3:2 4:2 5:2 5:3 5:4 6:4 6:5 6:6 Samostatné nájezdy 0:0 1:0 2:0 3:0 | 06:21' Schneider (McIntosh, Burns) 13:28' Fontaine (Carey, Hayward) 24:09' Amston (McIntosh) 26:39' Fontaine (Amston, Schneider) 44:12' Amston (Strayer, Schneider) 59:40' Amston (Burns, Carey) Amston Schneider Dalmatau | Rozhodčí: Alexey Roshchyn Čároví: David Klouček Markus Merk |
| 18 min | 18 min | Tresty                                                                             | 20 min | Rozhodčí: Alexey Roshchyn Čároví: David Klouček Markus Merk |
| 27 | 27 | Střely                                                                             | 33 | Rozhodčí: Alexey Roshchyn Čároví: David Klouček Markus Merk |

| 27. dubna 2024 13:00 | Nový Zéland | 0 : 6 (0:1, 0:4, 0:1) | Belgie | Zimní sportovní palác, Sofie Návštěvnost: 90 |  |

| Report             |                    |                         | |                                                           |
| Csaba Kercso-Magos | Csaba Kercso-Magos | Brankáři                | Jelle Lievens | Rozhodčí: Walker Holton Čároví: David Klouček Markus Merk |
|                    |                    | 0:1 0:2 0:3 0:4 0:5 0:6 | 01:59' Henry (De Smet) 25:22' Cuylen (Henry, De Crook) 34:02' De Crook (James, Steyaert) 37:48' De Crook (Verelst, Gyesbreghs) 39:15' De Smet (Henry, Neven) 49:51' Boni (Henry) | Rozhodčí: Walker Holton Čároví: David Klouček Markus Merk |
| 4 min              | 4 min              | Tresty                  | 2 min | Rozhodčí: Walker Holton Čároví: David Klouček Markus Merk |
| 12                 | 12                 | Střely                  | 46 | Rozhodčí: Walker Holton Čároví: David Klouček Markus Merk |

| 27. dubna 2024 16:30 | Turecko | 1 : 5 (0:0, 1:3, 0:2) | Bulharsko | Zimní sportovní palác, Sofie Návštěvnost: 640 |  |

| Report                    |                           |                         | |                                                                     |
| Tolga Bozacı              | Tolga Bozacı              | Brankáři                | Dimitar Dimitrov | Rozhodčí: Kenneth Nielsen Čároví: Frederik Andersen Lodewijk Beelen |
| Karakoç (Meydanci) 22:24' | Karakoç (Meydanci) 22:24' | 1:0 1:1 1:2 1:3 1:4 1:5 | 26:04' Dilkov (K. Dikov) 32:20' Stamenov 35:39' Nikolov (Nakov, Atanasov) 57:29' Gatčev (do prázdné branky) 59:27' Vasilev (Muhačev) | Rozhodčí: Kenneth Nielsen Čároví: Frederik Andersen Lodewijk Beelen |
| 81 min                    | 81 min                    | Tresty                  | 81 min | Rozhodčí: Kenneth Nielsen Čároví: Frederik Andersen Lodewijk Beelen |
| 31                        | 31                        | Střely                  | 28 | Rozhodčí: Kenneth Nielsen Čároví: Frederik Andersen Lodewijk Beelen |

| 27. dubna 2024 20:00 | Tchaj-wan | 4 : 6 (1:2, 2:1, 1:3) | Gruzie | Zimní sportovní palác, Sofie Návštěvnost: 104 |  |

| Report                                                                |                                                                       |                                         | |                                                                          |
| Hsiao Pcho-Jü                                                         | Hsiao Pcho-Jü                                                         | Brankáři                                | Mikhail Fofanov (od 27. minuty Ivan Starostin)                                                                                             | Rozhodčí: Filip Metzinger Čároví: Martin Boyadjiev Maarten van den Acker |
| Wen (Čchen, Šen) 05:08' Lin H. 25:49' Lin Y. (Wen) 26:07' Peng 51:42' | Wen (Čchen, Šen) 05:08' Lin H. 25:49' Lin Y. (Wen) 26:07' Peng 51:42' | 0:1 1:1 1:2 1:3 2:3 3:3 3:4 3:5 4:5 4:6 | 01:22' Kozjulin (Bukija) 08:51' Karelin (Ermošenko) 22:21' Švetsov 40:54' Karelin (Kurbatov) 41:59' Bukija (Kočkin) 56:03' Bukija (Kočkin) | Rozhodčí: Filip Metzinger Čároví: Martin Boyadjiev Maarten van den Acker |
| 8 min                                                                 | 8 min                                                                 | Tresty                                  | 2 min | Rozhodčí: Filip Metzinger Čároví: Martin Boyadjiev Maarten van den Acker |
| 19                                                                    | 19                                                                    | Střely                                  | 46 | Rozhodčí: Filip Metzinger Čároví: Martin Boyadjiev Maarten van den Acker |

| 28. dubna 2024 13:00 | Nový Zéland | 5 : 2 (2:0, 1:1, 2:1) | Turecko | Zimní sportovní palác, Sofie Návštěvnost: 77 |  |

| Report | |                             |                                                                           |                                                                         |
| Csaba Kercso-Magos | Csaba Kercso-Magos | Brankáři                    | Tolga Bozacı                                                              | Rozhodčí: Kenneth Nielsen Čároví: Lodewijk Beelen Maarten van den Acker |
| Fontaine (Harrison, Burns) 10:23' Fontaine (Schneider, Carey) 10:56' Attwell 33:22' Fontaine (Schneider) 44:26' Strayer (Harrison, McIntosh) 52:49' | Fontaine (Harrison, Burns) 10:23' Fontaine (Schneider, Carey) 10:56' Attwell 33:22' Fontaine (Schneider) 44:26' Strayer (Harrison, McIntosh) 52:49' | 1:0 2:0 3:0 3:1 4:1 5:1 5:2 | 38:06' Y. Karş (E. Faner, Demirdelen) 55:55' Karadağ (Bingöl, Demirdelen) | Rozhodčí: Kenneth Nielsen Čároví: Lodewijk Beelen Maarten van den Acker |
| 35 min | 35 min | Tresty                      | 6 min                                                                     | Rozhodčí: Kenneth Nielsen Čároví: Lodewijk Beelen Maarten van den Acker |
| 12 | 12 | Střely                      | 28                                                                        | Rozhodčí: Kenneth Nielsen Čároví: Lodewijk Beelen Maarten van den Acker |

| 28. dubna 2024 16:30 | Bulharsko | 3 : 4 (1:0, 1:3, 1:1) | Tchaj-wan | Zimní sportovní palác, Sofie Návštěvnost: 350 |  |

| Report                                                                                       |                                                                                              |                             |                                                                                              |                                                                      |
| Andrea Karabadjakov                                                                          | Andrea Karabadjakov                                                                          | Brankáři                    | Hsiao Pcho-Jü                                                                                | Rozhodčí: Alexey Roshchyn Čároví: Frederik Andersen Maxmillian Gatol |
| V. Dikov (Muhačev) 11:48' Nakov (Gatčev, Hodulov) 34:46' Iskrenov (K. Dikov, Hodulov) 59:30' | V. Dikov (Muhačev) 11:48' Nakov (Gatčev, Hodulov) 34:46' Iskrenov (K. Dikov, Hodulov) 59:30' | 1:0 1:1 2:1 2:2 2:3 2:4 3:4 | 22:15' Čen K. (Pan) 35:53' Lin H. (Sang) 37:42' Lin Yo. (Pan) 58:51' Wen (do prázdné branky) | Rozhodčí: Alexey Roshchyn Čároví: Frederik Andersen Maxmillian Gatol |
| 8 min                                                                                        | 8 min                                                                                        | Tresty                      | 4 min                                                                                        | Rozhodčí: Alexey Roshchyn Čároví: Frederik Andersen Maxmillian Gatol |
| 36                                                                                           | 36                                                                                           | Střely                      | 38                                                                                           | Rozhodčí: Alexey Roshchyn Čároví: Frederik Andersen Maxmillian Gatol |

| 28. dubna 2024 20:00 | Gruzie | 2 : 4 (2:1, 0:2, 0:1) | Belgie | Zimní sportovní palác, Sofie Návštěvnost: 86 |  |

| Report                                                |                                                       |                         | |                                                           |
| Ivan Starostin                                        | Ivan Starostin                                        | Brankáři                | Jelle Lievens | Rozhodčí: Walker Holton Čároví: David Klouček Markus Merk |
| Obolgogiani (Ermošenko) 07:59' Švetsov (Marov) 08:28' | Obolgogiani (Ermošenko) 07:59' Švetsov (Marov) 08:28' | 1:0 2:0 2:1 2:2 2:3 2:4 | 17:36' Van Espen 34:17' Gyesgreghs (De Crook, Verelst) 34:45' Gyesgreghs (De Crook, Verelst) 57:53' De Crook (Verelst) | Rozhodčí: Walker Holton Čároví: David Klouček Markus Merk |
| 8 min                                                 | 8 min                                                 | Tresty                  | 6 min | Rozhodčí: Walker Holton Čároví: David Klouček Markus Merk |
| 15                                                    | 15                                                    | Střely                  | 32 | Rozhodčí: Walker Holton Čároví: David Klouček Markus Merk |

### Hráčské statistiky

#### Kanadské bodování
Toto je konečné pořadí hráčů podle dosažených bodů. Za jeden vstřelený gól nebo přihrávku na gól hráč získal jeden bod.
| Poř. | Hráč             | Tým         | Z | G | A | B  | TM | +/- |
| ---- | ---------------- | ----------- | - | - | - | -- | -- | --- |
| 1.   | Sam Verelst      | Belgie      | 5 | 5 | 9 | 14 | 2  | +11 |
| 2.   | Bryan Henry      | Belgie      | 5 | 3 | 9 | 12 | 4  | +11 |
| 3.   | Vadim Gyesbreghs | Belgie      | 5 | 6 | 5 | 11 | 4  | +12 |
| 4.   | Oliver De Croock | Belgie      | 5 | 5 | 6 | 11 | 2  | +12 |
| 4.   | Yoren De Smet    | Belgie      | 5 | 5 | 6 | 11 | 0  | +12 |
| 6.   | Stefan Amston    | Nový Zéland | 5 | 5 | 4 | 9  | 2  | +9  |
| 7.   | Jackson Fontaine | Nový Zéland | 5 | 7 | 1 | 8  | 2  | +5  |
| 8.   | Iniaz Steyaert   | Belgie      | 5 | 4 | 4 | 8  | 2  | +12 |
| 9.   | Ivan Hodulov     | Bulharsko   | 5 | 5 | 2 | 7  | 33 | -2  |
| 10.  | Colin McIntosh   | Nový Zéland | 5 | 2 | 5 | 7  | 2  | +6  |

#### Hodnocení brankářů
Toto je konečné pořadí pěti nejlepších brankářů.
| Poř. | Hráč               | Tým         | Z. | MIN    | OG | PZ  | PS  | POG  | Úsp%  |
| ---- | ------------------ | ----------- | -- | ------ | -- | --- | --- | ---- | ----- |
| 1.   | Jelle Lievens      | Belgie      | 4  | 240:00 | 3  | 42  | 45  | 0.75 | 93.33 |
| 2.   | Csaba Kercso-Magos | Nový Zéland | 3  | 180:00 | 10 | 100 | 110 | 3.33 | 90.91 |
| 3.   | Hsiao Pcho-Jü      | Tchaj-wan   | 4  | 245:00 | 18 | 137 | 155 | 4.41 | 88.39 |
| 4.   | Ivan Starostin     | Gruzie      | 5  | 246:33 | 12 | 84  | 96  | 2.92 | 87.50 |
| 5.   | Dimitar Dimitrov   | Bulharsko   | 4  | 209:05 | 19 | 106 | 125 | 5.45 | 84.80 |

### Ocenění
| Pozice  | Hráč          |
| ------- | ------------- |
| Brankář | Jelle Lievens |
| Obránce | Stefan Amston |
| Útočník | Sam Verelst   |